# Biritinga
Biritinga, amtlich Município de Biritinga, ist eine Kleinstadt im Landesinneren des Bundesstaates Bahia in Brasilien. Die Bevölkerung wurde zum 1. Juli 2019 auf 15.979 Einwohner geschätzt bei einer Landfläche von rund 554 Quadratkilometern.

## Lage und Infrastruktur
Biritinga ist etwa 20 Kilometer von Serrinha und etwa 80 Kilometer von Feira de Santana entfernt. Der nächste internationale Flughafen befindet sich in Salvador da Bahia.
Der Ort war früher auch als Manga bekannt und gehörte zum Munizip Serrinha.
Die Stadt liegt an einer der wichtigsten Nord-Süd-Routen des brasilianischen Güterverkehrs.

## Wirtschaft
Fast die gesamte Landfläche Biritingas wird landwirtschaftlich genutzt. Der Großteil der Bevölkerung ist daher auch in diesem Sektor tätig.
Die Hauptprodukte der lokalen Landwirtschaft sind: Rindfleisch, Bohne, Mais, Cashewnüsse und Maniok.

## Söhne und Töchter
- Manoel Delson Pedreira da Cruz OFMCap (* 1954), römisch-katholischer Ordensgeistlicher, Erzbischof von Paraíba